# Sheas Nob
Sheas Nob är ett berg i Australien. Det ligger i regionen Clarence Valley och delstaten New South Wales, i den sydöstra delen av landet, omkring 440 kilometer norr om delstatshuvudstaden Sydney. Toppen på Sheas Nob är 774 meter över havet, eller 33 meter över den omgivande terrängen. Bredden vid basen är 0,49 km.
Trakten runt Sheas Nob är nära nog obefolkad, med mindre än två invånare per kvadratkilometer. Närmaste större samhälle är Dundurrabin, omkring 14 kilometer söder om Sheas Nob.
I omgivningarna runt Sheas Nob växer i huvudsak städsegrön lövskog. Genomsnittlig årsnederbörd är 1 518 millimeter. Den regnigaste månaden är januari, med i genomsnitt 324 mm nederbörd, och den torraste är oktober, med 6 mm nederbörd.